# Caiguda del règim de Baixar al-Àssad
El 8 de desembre de 2024, el règim d'Al-Assad va col·lapsar durant una gran ofensiva de les forces de l'oposició. L'ofensiva va ser liderada per Haiat Tahrir aix-Xam (HTS) i principalment recolzada per l'Exèrcit Nacional de Síria, amb suport de Turquia, com a part de la Guerra Civil siriana en curs, que va començar amb la Revolució siriana el 2011. La captura de la capital, Damasc, va marcar la fi del govern de la família Al-Àssad, que havia governat Síria com un règim dictatorial hereditari descrit com a totalitari o autoritari des que Hafez al-Àssad va assumir el poder el 1971 després d'un cop d'estat.
A mesura que la coalició rebel coneguda com la Sala d'Operacions del Sud avançava cap a Damasc, van sorgir informes que Baixar al-Àssad havia fugit de la capital a bord d'un avió cap a Rússia, on es va reunir amb la seva família, ja exiliada, i va rebre asil. Seguidament, les forces opositores van declarar la victòria a la televisió estatal. Al mateix temps, el Ministeri d'Afers Exteriors de Rússia va confirmar la dimissió d'Al-Àssad i la seva fugida de Síria.
La caiguda ràpida del règim d'Àssad va ser rebuda amb xoc i sorpresa arreu del món, inclòs el poble sirià. Es va informar que fins i tot els combatents de l'oposició siriana es van veure sorpresos per la rapidesa amb què el govern sirià va col·lapsar arran de la seva ofensiva. Els analistes van veure l'esdeveniment com un cop significatiu per a l'Eix de la Resistència d'Iran a causa de l'ús de Síria com a punt de pas per subministrar armes i subministraments al seu aliat Hezbol·là.

## Antecedents
La família al-Àssad va governar Síria des del 1971, quan Hafez al-Àssad va assumir la presidència del país sota el Partit Baas Sirià. Després de la seva mort al juny del 2000, el seu fill, Baixar al-Àssad, el va succeir en el càrrec.
Hafez al-Àssad va construir el seu sistema de govern com una burocràcia marcada per un clar culte a la personalitat, un fet poc característic en la història moderna de Síria. Imatges, retrats, cites i lloances d'Àssad es trobaven per tot arreu, des d'escoles fins a mercats públics i oficines governamentals. En la ideologia oficial assadista, Hafez al-Àssad era anomenat el "Líder Immortal" i el "Consagrat" (al-Muqaddas). A més, Hafez va reorganitzar la societat siriana amb una estructura de caràcter militarista, invocant constantment una retòrica conspirativa sobre els perills dels complots recolzats per potències estrangeres i facilitats per quintacolumnistes. A més, va promoure les forces armades com un element central de la vida pública.
Després que Hafez al-Àssad prengués el poder el 1970, la propaganda estatal va promoure un nou discurs nacional basat en la unificació dels sirians sota "una única identitat baasista imaginada" i l'assadisme. Les milícies paramilitars fervorosament lleials conegudes com els Xabikha (lit. "fantasmes") divinitzen la dinastia al-Àssad amb eslògans com "No hi ha altre Déu que Baixar!" i duen a terme una guerra psicològica contra les poblacions dissidents.

### Baixar al-Àssad
Després de la mort de Hafez al-Àssad, el seu fill i successor, Baixar al-Àssad, va heretar el culte a la personalitat existent, amb el partit exaltant-lo com el "Jove Líder" i l'"Esperança del Poble". Prenent influència del model de lideratge hereditari de Corea del Nord, la propaganda oficial a Síria va atribuir característiques divines a la família al-Àssad i va venerar els patriarques de la dinastia com els pares fundadors de la Síria moderna.
El 2011, els Estats Units, la Unió Europea i la majoria de països de la Lliga Àrab van demanar la dimissió de Baixar al-Àssad arran de la repressió contra els manifestants de la Primavera Àrab durant els esdeveniments de la revolució siriana, que van derivar en la guerra civil. Fins al 2022, aquesta guerra havia causat unes 580.000 morts, de les quals almenys 306.000 eren civils no combatents. Segons la Xarxa siriana pels drets humans (SNHR), les forces pro-Àssad van ser responsables de més del 90% de les morts de civils. Durant el conflicte, el govern d'Àssad va cometre nombrosos crims de guerra, inclosos diversos atacs amb armes químiques perpetrats per les Forces Armades Sirianes, l'exèrcit de Baixar al-Àssad. L'atac químic més mortal va ser un bombardeig amb gas sarín a Ghuta el 21 d'agost de 2013, que va causar entre 281 i 1.729 morts.
El desembre de 2013, Navi Pillay, Alta Comissionada de les Nacions Unides per als Drets Humans, va afirmar que els resultats d'una investigació de l'ONU implicaven Baixar al-Àssad en crims de guerra. Investigacions posteriors del Mecanisme Conjunt d'Investigació de l'OPAQ-ONU i l'Equip d'Investigació i Identificació de l'OPAQ-ONU van concloure que el govern d'Àssad era responsable de l'atac amb sarín a Khan Xaikhun el 2017 i de l'atac químic a Duma el 2018. El 15 de novembre de 2023, França va emetre una ordre de detenció contra al-Àssad pel presumpte ús d'armes químiques prohibides contra civils a Síria. Àssad va negar categòricament les acusacions i va acusar països estrangers, especialment els Estats Units, d'intentar provocar un canvi de règim a Síria.

## Presa de control de l'oposició

### Avenços militars

Mapa de la ofensiva rebel de Síria de 2024.

Els plans de les forces anti-Àssad per a una ofensiva contra Alep van començar a finals de 2023, però es van veure endarrerits a causa de les objeccions de Turquia. El president turc, Recep Tayyip Erdoğan, va intentar establir negociacions amb el govern d'Àssad per tal de "determinar junts el futur de Síria", però aquestes propostes van ser rebutjades per part de l'administració siriana.
El 7 de desembre de 2024, les forces de l'oposició van prendre el control complet de Homs després de vint-i-quatre hores d'intensos combats. El col·lapse ràpid de les defenses del govern va obligar les forces de seguretat a retirar-se a tota velocitat, destruint documents sensibles durant la seva fugida. La captura de la ciutat va donar als insurgents el domini d'infraestructures de transport essencials, especialment la cruïlla d'autopistes que connecta Damasc amb la regió costanera alauita (províncies sirianes de Tartus i Latakia), on es troben la base de suport d'Àssad i instal·lacions militars russes de gran rellevància.
Les forces de Hezbol·là aliades d'Àssad es van retirar dels voltants d'al-Qusayr, evacuant aproximadament 150 vehicles blindats i centenars de combatents. Es creu que la reducció del suport per part d'aliats clau, incloent-hi la implicació disminuïda de Rússia a causa del seu enfocament en la invasió d'Ucraïna, així com l'enfrontament simultani de Hezbol·là en el conflicte amb Israel, van contribuir a l'afebliment de la posició del govern sirià.
La presa de Homs per les forces de l'oposició va desencadenar àmplies celebracions públiques, amb els residents participant en manifestacions al carrer. Els assistents corejaven consignes contra Àssad, com ara: "Àssad ha caigut, Homs és lliure" i "Visca Síria, fora Baixar al-Àssad". A més, van retirar símbols del govern, incloent-hi retrats d'Àssad, mentre que els combatents de l'oposició celebraven la victòria amb actes com trets a l'aire en senyal de triomf.
El 7 de desembre, els rebels sirians van anunciar que havien començat a envoltar Damasc després de capturar ciutats properes. El comandant rebel Hassan Abdel Ghani va declarar que "les nostres forces han començat a executar la fase final per encerclar la capital, Damasc". Els rebels van iniciar l'encerclament després de conquerir As-Sanamàin, una localitat situada a 20 quilòmetres de l'entrada sud de la capital. Al vespre, les forces progovernamentals havien abandonat diverses localitats als afores de Damasc, incloent Jaramana, Qatana, Muadamiat aix-Xam, Daràia, Al-Quisuà, Dumàir, Dera i zones properes a la base aèria de Mezzeh.
L'exèrcit sirià va intentar mantenir l'ordre públic mitjançant emissions als mitjans estatals, on instava els ciutadans a ignorar el que qualificava de "notícies falses" dirigides a desestabilitzar la seguretat nacional. Els caps militars van assegurar a la població el seu compromís continuat amb la defensa del país, tot i que la seva capacitat per fer-ho semblava cada cop més limitada. Unitats de reconeixement de l'oposició van penetrar les defenses de la capital i van establir posicions en punts estratègics de la ciutat. Alhora, equips d'operacions especials van dur a terme cerques infructuoses per localitzar Àssad dins de Damasc.

### Pèrdua de control polític

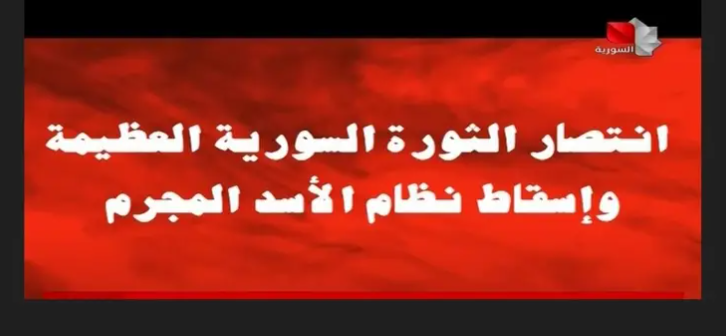
A la televisió estatal siriana, després de la caiguda de Damasc a mans de Hayat Tahrir al-Sham (HTS), es va emetre el missatge: "Victòria de la gran revolució siriana i caiguda del règim criminal d'al-Àssad". Aquest va ser l'únic contingut difós durant diverses hores.

A la plaça principal de Jaramana, els manifestants van enderrocar una estàtua de Hafez al-Àssad. Al vespre, es va informar que les forces progovernamentals es van retirar de diversos barris perifèrics on havien esclatat protestes multitudinàries.
Alts funcionaris del govern d'Àssad a Damasc haurien iniciat negociacions amb les forces de l'oposició per tractar possibles desercions. Aquests esdeveniments van coincidir amb les negacions per part d'oficials iranians sobre informes que afirmaven que Àssad havia fugit del país, tot i que fonts van indicar que el seu parador a Damasc seguia sent desconegut. Després de l'entrada de les forces d'opoisició a la capital, la guàrdia presidencial d'Àssad ja no estava desplegada a la seva residència habitual. Al vespre del 7 de desembre de 2024, els rebels que buscaven Àssad no havien aconseguit cap informació útil sobre la seva ubicació.
El 8 de desembre, Haiat Tahrir aix-Xam (HTS) va anunciar a través del seu compte oficial a X que havia alliberat els presos de la presó de Sednaya, situada als voltants de Damasc i una de les instal·lacions de detenció més grans de Síria. L'organització va descriure aquest acte com una victòria simbòlica i estratègica davant els abusos contra els drets humans comesos anteriorment, considerant-lo representatiu de la fi de les injustícies del govern d'Àssad. Després de la captura de la presó el 2024, Tahrir al-Sham va publicar una llista del personal penitenciari fugit, que es va convertir en un dels objectius més buscats de Síria després de la família al-Àssad.
L'entrada de les forces d'oposició a Damasc va trobar una resistència mínima, degut aparentment a l'absència de reforços militars enviats a diverses zones de la ciutat i a la dissolució ràpida de les posicions defensives governamentals, fet que va permetre la captura de diversos districtes. L'Observatori Sirià per als Drets Humans va confirmar que les forces de l'oposició van aconseguir prendre el control de diverses instal·lacions clau a Damasc, com l'edifici de l'Organització General de Ràdio i Televisió estatal i l'Aeroport Internacional de Damasc. A més, els seus avenços van assegurar el domini sobre les principals vies de transport i barris estratègics, especialment el districte de Mezzé, una zona d'influència crucial a la capital.